# Régine Robin
Pour les articles homonymes, voir Robin.
Régine Robin-Maire (née Rivka Ajzersztejn), née à Paris le 10 décembre 1939 et morte à Montréal le 3 février 2021, est une professeure, écrivaine, historienne, traductrice et sociologue franco-québécoise. Elle est la cousine de l'écrivain et poète Charles Dobzynski.

## Formation et carrière
Après son admission à l'École normale supérieure de Fontenay-aux-Roses en 1959, elle obtient un diplôme d'études en géographie à la Sorbonne (1962), puis l'agrégation d'histoire à la Sorbonne (1963). Elle détient un doctorat de l'Université de Dijon (1969) et de l'École des hautes études en sciences sociales de Paris (1989). Les travaux qu'elle a menés durant sa « période » française ont porté sur la société française durant la Révolution, sur les notions de féodalité de Boulainvilliers à Tocqueville et sur les rapports entre histoire et linguistique du discours.
Régine Robin a commencé sa carrière comme professeur d'histoire dans un lycée de Dijon (1963-1967) avant de passer à l'Université Paris X. Elle émigre à Montréal en 1977. De 1982 à 2004, elle occupe le poste de professeure de sociologie à l'Université du Québec à Montréal, dont elle est professeur émérite. Elle a été élue membre de la Société royale du Canada en 1988. Elle est membre émérite du Centre de recherche Cultures Arts Sociétés (CELAT).
En avril 2020, Régine Robin co-signe, avec Sonia Combe et Dominique Vidal, un manifeste de 121 protestataires contre l'annonce d'une prolongation du confinement lié au Covid-19, applicable aux personnes âgées de plus de 65 ou 70 ans.

## Publications et domaines de recherche
Les ouvrages de fiction de Régine Robin de même que ses ouvrages d'histoire et de sociologie portent principalement sur les thèmes de l'identité, (co-créatrice en 1962 à Aix-en-Provence avec M. Alocco et J-P Charles de la revue littéraire "identitéS") de la culture, de la mémoire collective et de la judéïté. Son roman La Québécoite a connu un succès considérable et retentissant, devenant incontournable dans l'analyse du phénomène de l'« écriture migrante ».
Régine Robin est également l'une des pionnières de l'analyse du discours, discipline qu'elle a contribué à développer aux côtés notamment du linguiste althussérien Michel Pêcheux, de Denise Maldidier et de Jacques Guilhaumou. En confrontant histoire et linguistique (Histoire et linguistique) Régine Robin a élaboré une réflexion épistémologique se proposant de tenir compte à la fois des apports du marxisme et de l'approche « archéologique » de Michel Foucault. Cette approche a eu des échos en Allemagne dans l'Histoire des concepts (Begriffsgeschichte) de Reinhart Koselleck.
Elle a aussi contribué à l'analyse sociologique de la littérature, en collaboration notamment avec Marc Angenot. Sa maîtrise des langues de l'Europe de l’Est et sa connaissance approfondie des régimes communistes de la Guerre froide l'ont conduite à une analyse extrêmement documentée de l'esthétique du « réalisme socialiste » (Le réalisme socialiste : une esthétique impossible).
Régine Robin a mérité de nombreux prix, dont le Prix du Gouverneur général en 1986, et le Grand prix du livre de Montréal en 2001 pour son ouvrage Berlin Chantiers. Ses dernières recherches portent essentiellement sur la question de la mémoire (La mémoire saturée) qu'elle interroge par rapport à la Shoah et l'expérience de la Seconde Guerre mondiale à laquelle son parcours est étroitement lié en raison de ses origines polonaises.

## Publications

### Ouvrages
- La Société française en 1789 : Semur-en-Auxois, Plon, 1970
- Histoire et linguistique (1973)
- Le Cheval blanc de Lénine (1979)
- La Québécoite (1983)
- L'amour du yiddish : Écriture juive et sentiment de la langue 1830 – 1930. Sorbier, Paris (1984)[7]
- Le Réalisme socialiste : Une esthétique impossible (1987, Prix du Gouverneur général)
- Kafka (1989)
- Le Roman mémoriel : De l'histoire à l'écriture du hors-lieu (1989, doctorat d'État EHESS)
- (avec Marc Angenot), La sociologie de la littérature : un historique (1993)
- Le Golem de l'écriture : De l'autofiction au cybersoi (1997)
- L’Immense Fatigue des pierres (1996)
- Berlin Chantiers (2001)
- Le deuil de l'origine : Une langue en trop, la langue en moins (2003)
- La Mémoire saturée (2003)
- Cybermigrances : Traversées fugitives (2004)
- Mégapolis : Les derniers pas du flâneur  (2009)
- Nous autres, les autres  (2011)
- Le Mal de Paris (2014)
- Un roman d'Allemagne (2016)
- Ces lampes qu'on a oublié d'éteindre (2019)

### Articles et chapitres d'ouvrages
- « Le texte cyborg », Études françaises, vol. 36, no 2,‎ 2000, p. 11-38 (lire en ligne)
- « Identités et mémoires de substitution », Lignes, vol. 6, no 3,‎ 2001, p. 250-274 (lire en ligne)
- « Vous ! Vous êtes quoi vous au juste ? Méditations autobiographiques autour de la judéité », Études françaises, vol. 37, no 3,‎ 2001, p. 111-125 (lire en ligne)
- « Autobiographie et judéité chez Jacques Derrida », Études françaises, vol. 38, nos 1-2,‎ 2002, p. 207-218 (lire en ligne)
- « L'écriture flâneuse », dans Philippe Simay, Capitales de la modernité. Walter Benjamin et la ville, Paris, Éditions de l’Éclat, 2005 (lire en ligne), p. 37-64
- « Paroles en attente : parcours de vie, parcours de textes », Essaim, vol. 14, no 1,‎ 2005, p. 13-26 (lire en ligne)

## Distinctions
- 1986 - Prix du Gouverneur général, Le réalisme socialiste : une esthétique impossible
- 1990 - Bourse Killam
- 1994 - Prix Jacques-Rousseau
- 1999 - Prix Spirale Eva-Le-Grand
- 2001 - Grand prix du livre de Montréal, Berlin, chantiers.

### Sources
- Emmanuel Delille, « Modiano, à la lisière de la ville. Entretien avec Régine Robin », Esprit, n°468, octobre 2020, p. 150-157.
- Une œuvre indisciplinaire. Mémoire, texte et identité chez Régine Robin, sous la direction de Caroline Désy, Viviana Fridman, Pascale Maltais et Véronique Fauvelle, Québec, Presses de l'Université Laval, 2007.
- (en) Akane Kawakami, « Walking Underground : Two Francophone Flâneurs in Twenty-First-Century Tokyo », L'Esprit créateur (Johns Hopkins University Press), vol. 56, no 3, automne 2016, p. 120-133.
- Pierre Popovic, « L’École de Montréal », Spirale, no 223, novembre-décembre 2008, p. 16-19.
- Pierre Popovic, « La sociocritique : présupposés, visées, cadre heuristique — L’École de Montréal », Revue des sciences humaines, no 229, juillet-septembre 2010, p. 13-29.
- Pierre Popovic, « La sociocritique. Définition, histoire, concepts, voies d’avenir », Pratiques, nos 151-152, décembre 2011, p. 7-38.
- (de) Birgit Schlachter: Schreibweisen der Abwesenheit. Jüdisch-französische Literatur nach der Shoah. Böhlau, Cologne 2006  (ISBN 9783412294052) p. 121 – 154 & passim (Robin, Robert Bober, Patrick Modiano, Henri Raczymow)
- Critique de Danielle Dumontet: Régine Robin, Nous autres, les autres: difficile pluralisme, Les éditions du Boréal, Montréal 2011, en Zeitschrift für Kanada-Studien, 2014,  (ISSN 0944-7008) p. 200 – 203 en ligne
- (de) Andrea Schorsch: Grenzgänge, Grenzüberschreitungen, Auflösung von Grenzen. Kulturelle Identität im innerkanadischen Vergleich: Mordecai Richler und Régine Robin. Kovac, Hamburg 2005 (=Diss. phil. Université de Bonn, 2004)
- (de) Yvonne Völkl: Jüdische Erinnerungsdiskurse in der frankophonen Migrationsliteratur Quebecs. Canadiana, 15. Peter Lang, Berne 2013 (sur Monique Bosco, Naïm Kattan, Régine Robin, Pierre Lasry, Victor Teboul, Marc-Alain Wolf)